# Anneli Sauli
Anneli Sauli talvolta nota come Ann Savo (Pyhäjoki, 6 agosto 1932 – Helsinki, 15 marzo 2022) è stata un'attrice finlandese.

## Biografia
Ha recitato in più di 40 film dal 1953. Ha recitato nel film Miriam, che è stato presentato all'8º Festival Internazionale del Cinema di Berlino. Dalla fine degli anni '50 all'inizio degli anni '60 ha vissuto e lavorato nella Germania Ovest con il nome di Ann Savo.
Sauli è stata sposata con il regista-attore Åke Lindman dal 1956 al 1962, e in seconde nozze con il regista e attore Jaakko Pakkasvirta dal 1965 al 1968. Ha avuto una figlia.
Sauli è deceduta a Helsinki il 15 marzo 2022, all'età di 89 anni.

## Filmografia

### Cinema
- Me tulemme taas - regia di  Armand Lohikoski (1953)
- Hilja maitotyttö - regia di Toivo Särkkä (1953)
- Miriam - regia di William Markus (1957)
- 1918 - regia di Toivo Särkkä (1957)
- Ingen morgondag - regia di Arne Mattsson (1957)
- Due volte non si muore (Unruhige Nacht) - regia di Falk Harnack (1958)
- Frauenarzt Dr. Sibelius - regia di Rudolf Jugert (1962)
- Das Testament des Dr. Mabuse - regia di Werner Klingler (1962)
- Der Hexer - regia di Alfred Vohrer (1964)
- Das siebente Opfe - regia di Franz Josef Gottlieb (1964)
- yli päästä perhanaa - regia di Matti Kassila (1968)
- Baltutlämningen - regia di Johan Bergenstråhle (1970)
- L'uomo senza passato (Mies vailla menneisyyttä) - regia di Aki Kaurismäki (2002)